# Войвыв кодзув
«Войвыв кодзув» (с коми — «Северная звезда») — литературно-художественный и общественно-политический журнал на языке коми. Журнал является органом СП Республики Коми. В советский период — один из органов печати Союза писателей РСФСР.

## История
Журнал издаётся в Сыктывкаре: с 1926 года под названием «Ордым» («Тропинка»), с 1931 года  — «Ударник», с 1946 года — «Войвыв кодзув».
Среди редакторов журнала писатели Н. П. Попов (1926—30), В. А. Савин (1928), Я. М. Рочев (1953—69), с января 1970 — С. А. Попов. В числе членов редакции был поэт И. М. Вавилин.
Постоянные разделы журнала: «Поэзия», «Проза», «Драматургия», «Критика», «Краеведение», «Фольклор» и «Публицистика». Значительное место занимают переводы с языков народов СССР.
В журнале публиковались такие произведения коми литературы, как «Алая лента» В. Юхнина, «Два друга» Я. Рочева, «Когда наступает рассвет» Г. Фёдорова, «Жизнь молодая» Я. Изъюрова, «Свадьба с приданым» Н. Дьяконова.
Тираж журнала (1971 год) 5 тыс. экз.
В 1976 году журнал награждён орденом «Знак Почёта».